# کوه قاسیون
قاسیون، نام کوهی در شمال شهر دمشق است که بر این شهر اشراف دارد و مکانی بسیار مقدس به‌شمار می‌رود. گفته می‌شود که آدم ابوالبشر در دامنه آن سکونت داشت، هابیل به دست قابیل در این کوه کشته شد، ابراهیم در این کوه به‌دنیا آمد، عیسی و مادرش در آن جا پناه گرفتند، یحیی، ابراهیم، لوط، موسی، عیسی و ایوب در کوه قاسیون عبادت کرده‌اند، چهل تن از پیامبران یا اولیا به غاری در آن پناه برده‌اند.
امروزه دامنهٔ این کوه به صالحیه مشهور است. کوه صالحیه مدفن شمار بسیاری از بزرگان و دانشمندان و از جمله محی الدین عربی ومولانا خالد شهرزوری است. هم‌اکنون محلهٔ بزرگی است که تا دامنه‌های کوه امتداد پیدا کرده کاروانسراها و دو مسجد جامع و مدرسه‌ها در آن واقع شده‌است. روزهای جمعه در جامع نماز می‌خوانند. یک بیمارستان و بازار بزرگی هم در این مکان قرار دارد. ساکنان نخستینش از اهالی بیت‌المقدس بودند که شهر مزبور کوچیده به اینجا آمدند. این واقعه قبل از فتح صلاح الدین ایوبی در زمان حکومت مسیحیان بوده‌است. بعد از سکونت اینان، مردمان زیادی نیز برای تبرکاً در این محله آمده اقامت کردند.